# Salamini-Luxor TV
El Salamini-Luxor TV fue un equipo italiano de ciclismo en ruta que compitió entre 1966 y 1967. Estuvo dirigido por el exciclista Ercole Baldini.
Su éxito más importante fue la victoria en la vigésima etapa del Giro de Italia 1967 por parte de Vittorio Adorni.

## Principales resultados
- Tour de Romandía: Vittorio Adorni (1967)
- Coppa Bernocchi: Vittorio Adorni (1967)
- Giro de la Romagna: Bruno Mealli (1967)
- Giro de Cerdeña: Luciano Armani (1967)
- Gran Premio de Monaco: Luciano Armani (1967)
- Coppa Placci: Luciano Armani (1967)

### En las grandes vueltas
- Giro de Italia
  - 1 participación (Giro de Italia 1967): Victoria de Vittorio Adorni en la etapa 20.

(No participó ni en el Tour de Francia ni en la Vuelta a España).